# Rassemblement National
Rassemblement National (RN, deutsch Nationale Sammelbewegung; bis Juni 2018 Front National, FN, deutsch Nationale Front) ist eine rechtspopulistische bis rechtsextreme sowie EU-skeptische Partei in Frankreich. Sie definiert sich selbst seit einigen Jahren als „weder rechts noch links“ sowie als „patriotisch“, „populistisch“ und „souveränistisch“, bedient sich dabei jedoch rechtsextremer Stilistiken und Argumentationen.
Seit der Parlamentswahl im Juni 2022 ist die Partei mit 89 von 577 Sitzen in der französischen Nationalversammlung vertreten. Parteivorsitzender war von 1972 bis 2011 ihr Gründer Jean-Marie Le Pen, gefolgt bis 2022 von seiner Tochter Marine Le Pen. Seit November 2022 ist Jordan Bardella der Parteivorsitzende.

## Programm

### „Franzosen zuerst“
Die Sammlungsbewegung Rassemblement National beschreibt sich selbst als „patriotisch“ und „national“ im Sinne von „französischer Identität, Tradition und Souveränität“. Ein zentrales Konzept des RN ist die préférence nationale, die nationalistisch organisierte Bevorzugung der Franzosen, gemäß dem Motto Les Français d’abord („Franzosen zuerst“, so auch ein Buchtitel von Jean-Marie Le Pen). So sollen französische Staatsbürger bei der Arbeitsplatzsuche und bei Sozialleistungen gegenüber Nichtfranzosen bessergestellt werden. Klassenwidersprüche sollen durch national-soziale Lösungen überwunden werden. Über die Vorstellung einer „sozial“ verstandenen Nation – Social parce que national („Sozial weil national“) – bleibt die Marktwirtschaft ein nationales Interesse.
Das Rechts-links-Schema wird in Frankreich vor allem an der Wirtschafts- und Sozialpolitik festgemacht; die Vorgänger-Organisation Front National prägte daher das Motto Ni Droite ni Gauche – français! („Weder rechts noch links – französisch!“).

### Protektionismus
In den 1970er und 1980er Jahren konnte die Parteilinie in Abgrenzung zum Etatismus der regierenden Linksparteien als neoliberal verstanden werden, Zielgruppe waren vor allem kleine Selbständige und Mittelständler. Jedoch vollzog die Partei einen Kurswechsel hin zur Ablehnung der wirtschaftlichen Globalisierung und zum Protektionismus, sie spricht damit heute vermehrt Arbeiter und Arbeitslose an. So fordert die Partei u. a.:
- die Nationalisierung der Banken, der Rüstungsindustrie und anderer Industriezweige,[4]
- die Einführung von Schutzzöllen zum Schutz der einheimischen Landwirtschaft und Industrie.

### Einwanderung und Integration
Den anderen Parteien wird vorgeworfen, sie zerstörten – besonders durch die Einwanderung – eine französische nationale Marktwirtschaft und seien damit verantwortlich für die Arbeitslosigkeit. Eine der wichtigsten Forderungen des RN ist die Beschränkung der Einwanderung, insbesondere der aus nichteuropäischen Ländern. Während der Präsidentschaftswahlen 1995 forderte der damalige Parteivorsitzende Jean-Marie Le Pen die Rückführung von drei Millionen Nichteuropäern aus Frankreich – hier ist die Parteilinie inzwischen gemäßigter. Besonders die Einwanderung aus muslimischen Ländern wird kritisch gesehen: Die Partei warnt vor einer „Islamisierung“ des Landes. Das Thema „Einwanderung“ ist seit den 1980ern das Hauptwahlkampfthema der Partei. Seit 2007 wird im Sinne einer Modernisierung im Programm eine beschränkte Zuwanderung zugestanden.
Im Einzelnen fordert die Partei in ihrem Programm:
- Illegale Einwanderer, in Frankreich als sans-papiers („ohne Papiere“) bezeichnet, sollen ausgewiesen werden. Die nachträgliche Legalisierung der sans-papiers soll ebenso verboten werden wie Organisationen, die sich für deren Legalisierung oder deren Bleiberecht einsetzen.
- Die jährliche legale Zuwanderung nach Frankreich soll auf 10.000 Personen beschränkt werden.
- Wer als Ausländer straffällig wird, soll sofort, wer seine Arbeit verliert, nach einem Jahr das Aufenthaltsrecht in Frankreich verlieren.
- Das Asylrecht soll nach dem Vorbild Japans drastisch verschärft werden, um die Zahl der Asylbewerber und Asylberechtigten zu senken. Die Familienzusammenführung soll abgeschafft werden.
- Das ius soli zur Erlangung der französischen Staatsbürgerschaft soll gestrichen werden („La nationalité française s’hérite ou se mérite!“ deutsch Die französische Staatsangehörigkeit erbt man oder man verdient sie sich). Die Einbürgerung soll erschwert und die doppelte Staatsbürgerschaft außer für EU-Bürger abgeschafft werden.
- Für den Bau weiterer Moscheen sollen strenge Regeln gelten, etwa keine (auch indirekte) Finanzierung durch den französischen Staat und keine Finanzierung aus dem Ausland.
- „Sichtbare religiöse Symbole“ wie etwa das islamische Kopftuch sollen in öffentlichen Einrichtungen verboten werden.

### Strafverschärfung
Bei den Präsidentschaftswahlen 2002 wurde das Thema „Recht und Gesetz“ stärker betont. Die Strafverschärfung, zu der auch die geforderte Wiedereinführung der Todesstrafe gehört, ist ein wichtiger Programmpunkt.

### Außenpolitik
- Die Europäische Union soll zu einem „Europa der Nationen“ umgestaltet werden, das jedem Nationalstaat die Beibehaltung seiner nationalen Souveränität erlaubt.
- Austritt aus dem Schengener Abkommen oder eine Neuverhandlung, die Frankreich die Kontrolle seiner Staatsgrenzen ermöglicht.
- Austritt aus der Euro-Zone.
- Austritt aus der NATO, größere Unabhängigkeit gegenüber anderen internationalen Organisationen.[8]

Die Positionen zur EU und zum Euro wurden ab 2019 geändert.

### Haltung zu Russland
Der Front National bezieht traditionell pro-russische Positionen. Laut durchgesickerten Mails des Leiters der Kremlabteilung für Informationspolitik Timur Prokopenko fragte der Kreml im März 2014, sechs Tage vor dem Krim-Referendum, um Unterstützung nach und stellte eine finanzielle Vergütung in Aussicht. Der FN verteidigte daraufhin die prorussische Position. Im September 2014 erhielt der Front National einen Kredit von 9,4 Millionen Euro bei der russischen Bank „First Czech Russian Bank“. Sie gehörte Roman Popow, dem ehemaligen Finanzchef von Stroitransgas. Roman Popow ist ein Vertrauter des russischen Präsidenten Wladimir Putin. Der Kredit kam unter Vermittlung des russischen Abgeordneten Alexander Babakow zustande. Babakow stand auf der EU-Sanktionsliste. Le Pen bestritt Medienberichte, die 9,4 Millionen Euro seien nur ein Teil eines größeren Kredits in Höhe von 40 Millionen Euro.

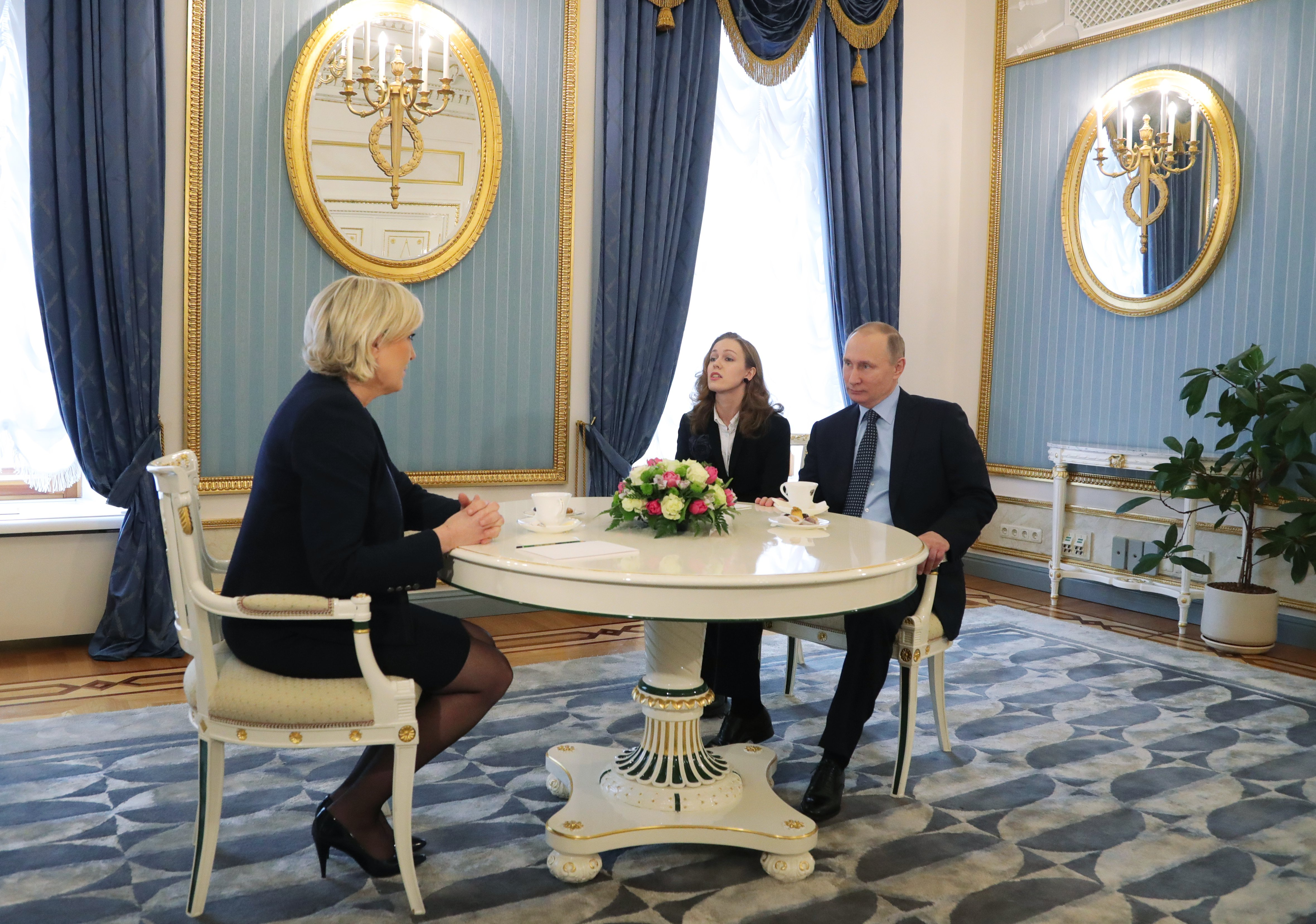
Marine Le Pen mit Wladimir Putin (2017)

Nachdem russische Streitkräfte auf Befehl von Staatspräsident Putin am 24. Februar 2022 den Überfall auf die Ukraine begannen, ließ der FN 1,2 Millionen Wahlkampfplakate für die Präsidentschaftswahl im April 2022 vernichten, die ein Bild von Marine Le Pen beim Händeschütteln mit Putin zeigten. Als das europäische Parlament im November 2022 mit großer Mehrheit Russland zu einem staatlichen Unterstützer des Terrorismus erklärte, stimmte die große Mehrheit der FN-Fraktion gegen die Verurteilung.
Der Bericht einer parlamentarischen Untersuchungskommission der französischen Nationalversammlung zur Einflussnahme fremder Mächte auf gewählte Mandatsträger in Frankreich, dessen Inhalt am 1. Juni 2023 öffentlich wurde, bezeichnet die Partei als „Treibriemen“ (Courroie de transmission) des russischen Regimes. Le Pen war eine Woche zuvor von der Kommission angehört worden. Der von der Abgeordneten Constance Le Grip (Renaissance) verfasste und mit 11 Stimmen gegen 5 Gegenstimmen und 2 Enthaltungen angenommene Bericht konstatiert eine „Ausrichtung“ des FN an der „russischen Sichtweise“ während der völkerrechtswidrigen Annexion der Krim 2014 durch das Land, die wenige Monate nach der Kreditgewährung der „First Czech Russian Bank“ an die Partei erfolgte. Kritisiert wurde in dem Bericht auch die Behauptung Marine Le Pens, die Bewohner der Krim hätten „frei“ für ihren Anschluss an Russland gestimmt. Le Pen bezeichnete den Bericht als „unehrlich und völlig politisiert“. Nichtsdestotrotz spricht sich der FN systematisch gegen eine Verschärfung der Sanktionen gegen Russland im Rahmen des russischen Krieges gegen die Ukraine aus und plädiert für Waffenstillstandsverhandlungen unter den von Russland vorgelegten Bedingungen. Gleichzeitig wurden eine Reihe von direkten Geschäftsbeziehungen von FN-Abgeordneten mit russischen Emissären bekannt. Ende Juni 2024 äußerte Parteichef Bardella, er werde „nicht zulassen, dass der russische Imperialismus einen verbündeten Staat wie die Ukraine absorbiert“. Es gehe ihm „um die Unterstützung der Ukraine und die Vermeidung einer Eskalation“ mit der Atommacht Russland. Er sprach sich dabei sowohl gegen die Entsendung französischer Soldaten in die Ukraine als auch gegen die Lieferung von Raketen mit mittlerer Reichweite an die Ukraine, die russisches Territorium treffen könnten, aus.

## Sozial- und Steuerpolitik
Die Partei spricht sich gegen die Anhebung des Mindestlohnes, gegen einen Mietendeckel sowie gegen eine Erhöhung der Kapitalertrags- und Vermögenssteuer aus. Nachdem sie zeitweise mit einem Renteneintrittsalter von 60 Jahren geworben hatte, befürwortet der aktuelle Parteivorsitzende Bardella eine Erhöhung der Altersgrenze auf 66 Jahre.

## Ideologische Einordnung
Während der Front National unter Jean-Marie Le Pen in der Politikwissenschaft uneingeschränkt als rechtsextremistisch eingeordnet wurde, ist die Einordnung seit der Übernahme des Parteivorsitzes durch Marine Le Pen 2011 uneinheitlich: Sofia Vasilopoulou und Daphne Halikiopoulou sowie Marcus Stadelmann ordneten die Partei 2014 als eindeutig rechtsextrem ein. Jean-Yves Camus verwendete 2014 die Kategorie des „nationalpopulistischen Rechtsextremismus“, Gilles Ivaldi und Joël Gombin 2015 die der „populist radical right“. Sebastian Chwala beschrieb den Front National 2015 als „rechtspopulistische“ Partei.
Tanja Wolf typologisierte den FN 2019 als „rechtspopulistisch mit rechtsextremen Tendenzen“. Wie für rechtspopulistische Parteien typisch, weise der Front National keine umfassende Ideologie, sondern eine eher flexible Weltanschauung auf. Auch die Anti-Establishment-Einstellung, die Forderungen nach Ausweitung der bürgerlichen Mitbestimmung, die Gegenüberstellung von „Volk“ und „Elite“ und die grundsätzliche Unterstützung rechtsstaatlicher Prinzipien, die Ausrichtung auf eine charismatische Führungsfigur sowie Rhetorik und Stil seien rechtspopulistische Ausprägungen. Die Definition des Volkes als Kulturnation mit dem Islam als Feind, zugleich aber die Möglichkeit, dass sich Immigranten assimilieren und so auch zu Mitgliedern der französischen Nation werden können, sprächen ebenfalls eher für Rechtspopulismus statt herkömmlichen Rechtsextremismus. Der hohe Grad der organisationalen Ausgestaltung mit stark zentralisierten, von der Spitze nach unten organisierten Strukturen mit starkem Unterbau entspreche hingegen dem einer rechtsextremen Partei.
Laut der Historikerin Hélène Miard-Delacroix (2024) geht es in den meisten Forderungen des RN um das vermeintlich echte Frankreich und die vermeintlich echten Franzosen. Dieses Konzept des französischen Volkes umfasse jedoch ausschließlich weiße Franzosen. Diese Vorstellungen seien im Grunde „ethno-rassistisch“ und „ethno-national“. Sie bezeichnet den RN als „Wolf im Schafspelz“; in den letzten Jahrzehnten habe die neue Parteiführung „verstanden, dass der Weg in die Regierung nur möglich sei, wenn man sich gewissermaßen verniedlicht“. Der Politikwissenschaftler und Rechtsextremismus-Experte Jean-Yves Camus bezeichnete den RN 2024 als rechtsnational und rechtsradikal. Die RN-Forderungen seien mit dem Gleichheitsprinzip in der französischen Verfassung kaum vereinbar, doch eine Gefahr für die Republik sei die Partei deshalb noch nicht. Die Bezeichnung als rechtspopulistisch sei wiederum verharmlosend, da Parteichef Bardella einer identitären Ideologie anhänge und vor der „großen Auslöschung“ Frankreichs warne.

## Parteiorganisation

### Parteivorsitzende
|                                     | Bild | Amtszeit                          | |
| ----------------------------------- | ---- | --------------------------------- | --- |
| Jean-Marie Le Pen                   |      | 5. Oktober 1972 – 16. Januar 2011 | bis 2015 Ehrenvorsitzender                                                                                           |
| Marine Le Pen                       |      | 16. Januar 2011–25. April 2017    | Tochter von Jean-Marie Le Pen                                                                                        |
| Jean-François Jalkh (kommissarisch) |      | 25. April 2017 – 28. April 2017   | Le Pen gab den Parteivorsitz während des Präsidentschaftswahlkampfs 2017 kurzzeitig ab                               |
| Steeve Briois (kommissarisch)       |      | 28. April 2017 – 15. Mai 2017     | übernahm den kommissarischen Vorsitz, nachdem Jalkh wegen den Holocaust verleugnender Kommentare zurücktreten musste |
| Marine Le Pen                       |      | 15. Mai 2017 – 5. November 2022   | |
| Jordan Bardella                     |      | seit 5. November 2022             | |

### Generalsekretäre
| Generalsekretär      | Bild | Amtszeit                               |
| -------------------- | ---- | -------------------------------------- |
| Alain Robert         |      | 1972–1973                              |
| Dominique Chaboche   |      | 1973–1974                              |
| Victor Barthélemy    |      | 1975–1978                              |
| Alain Renault        |      | 1978–1980                              |
| Pierre Gérard        |      | 1980–1981                              |
| Jean-Pierre Stirbois |      | Juni 1981 – 5. November 1988           |
| Carl Lang            |      | 1988–1995                              |
| Bruno Gollnisch      |      | 1995–2005                              |
| Louis Aliot          |      | 11. Oktober 2005 – 2. Mai 2010         |
| Jean-François Jalkh  |      | 2. Mai 2010 – 16. Januar 2011          |
| Steeve Briois        |      | 16. Januar 2011 – 30. März 2014        |
| Nicolas Bay          |      | 30. November 2014 – 30. September 2017 |
| Steeve Briois        |      | 30. September 2017 – 11. März 2018     |

2018 wurde das Amt des Generalsekretärs abgeschafft.

### Familie Le Pen
Die Sammlungsbewegung RN ist stark von dem Einfluss der Familie Le Pen geprägt – schon unter Jean-Marie Le Pen waren seine drei Töchter (und deren Ehemänner oder Lebensgefährten) zeitweilig in der Partei tätig; in seiner Nachfolge konnte sich kein Nicht-Familienmitglied gegen Marine Le Pen durchsetzen; Kritiker sprechen teilweise von „einem florierenden Familienunternehmen“ oder einer „Dynastie“.
Neben Marine und Jean-Marie Le Pen waren oder sind politisch aktiv:
- Marion Maréchal-Le Pen (Enkelin von Jean-Marie Le Pen und Nichte von Marine) wurde 2012 für den FN als Abgeordnete für das Département Vaucluse in die französische Nationalversammlung gewählt; im Mai 2017 trat sie vorläufig von allen politischen Funktionen zurück. Sie galt als Vertreterin einer traditionalistischen Linie, die die katholische Identität Frankreichs und das traditionelle Familienbild betonte, und wurde zeitweilig als ernsthafte Konkurrenz zu Marine Le Pen gesehen. Sie ist seither Mitgründerin und Direktorin der privaten Hochschule Institut des sciences sociales économiques et politiques (Issep) in Lyon, die sich zum Ziel setzte, rechtskonservatives Führungspersonal auszubilden.[36] 2022 ging sie über zu der konkurrierenden Partei Reconquête von Eric Zemmour.
- Marie-Caroline Le Pen (älteste Schwester von Marine) kandidierte 1997 für den FN in den Wahlen zur Nationalversammlung, brach mit ihrem Vater 1998. Im Jahr 2020 kandidierte sie erneut für die Partei in den Kommunalwahlen in Calais. Ihr Ehemann ist ein langjähriger Parteifunktionär; ihre Tochter ist mit Jordan Bardella liiert, der seit November 2022 Parteivorsitzender ist.
- Yann Le Pen (jüngste Schwester von Marine und Mutter von Marion Maréchal-Le Pen) ist in der Presse- und Öffentlichkeitsarbeit der Partei tätig. Wie bei Marine und Marie-Caroline ist ihr Ehemann ein langjähriger Parteifunktionär.

## Geschichte

### Gründungs- und Aufbauphase: die 1970er und 1980er Jahre des Front National
Die Partei wurde am 5. Oktober 1972 als Zusammenschluss verschiedener nationalkonservativer und rechtsextremer Strömungen gegründet. Vorläufer und organisatorischer Kern des FN war das Comité d’initiative pour une candidature nationale (Initiativkomitee für eine nationale Kandidatur), das bei der Präsidentschaftswahl 1965 den Rechtsanwalt Jean-Louis Tixier-Vignancour als Kandidaten der äußersten Rechten nominierte. Treibende Kraft des Komitees war Jean-Marie Le Pen, der auch als Wahlkampfleiter für Tixier-Vignancour fungierte. Obwohl dessen Kandidatur mit nur 5,2 Prozent der Stimmen im ersten Wahlgang scheiterte, war es Le Pen gelungen, eine Plattform aus verschiedenen Kräften und Organisationen der radikalen Rechten zu bilden, die später den Grundstein für den FN bildete.
Le Pen war zuvor Abgeordneter der aufgelösten Union de défense des commerçants et artisans (Poujadisten) in der Nationalversammlung gewesen. Bereits zu Beginn machte der FN mit fremdenfeindlichen Äußerungen und Parolen auf sich aufmerksam, die sich gegen Einwanderer in Frankreich richteten. Jean-Marie Le Pen wurde seit 1960 in mehr als 20 Fällen unter anderem wegen Beleidigung, Morddrohungen, rassistischer sowie negationistischer Erklärungen und Körperverletzung rechtskräftig verurteilt.
In den 1980er Jahren wurde der FN bei zwei Parlamentswahlen in Folge mit mindestens einem Abgeordneten in die Nationalversammlung gewählt. Als Ursache kann der wirtschaftliche Pessimismus seiner damaligen Kernwählerschaft unter den Kleinselbstständigen gesehen werden. In den folgenden Jahren veränderte sich die Zusammensetzung der Wählerschaft stark. Zu Lasten der bis dahin führenden Kommunistischen Partei Frankreichs (PCF) baute der FN seine Wählerschaft unter den Arbeitern Nord- und Ostfrankreichs massiv aus, was unter anderem auf den Zusammenbruch des osteuropäischen Realsozialismus und die wirtschaftlichen Probleme der Region sowie die Arbeitslosigkeit durch den Strukturwandel weg von Kohle und Stahl zurückgeführt wird. Dies setzte sich nicht fort, als Le Pens Beteiligung an Folterungen während des Algerienkriegs bekannt wurden. Er hatte dies sowohl 1957 in einer Parlamentsrede als auch 1962 in einem Interview der Zeitschrift Combat erklärt und gerechtfertigt.

### Die Spaltung
1998 spaltete sich Bruno Mégret mit etwa der halben Parteiführung des Front National und Tausenden von Mitgliedern ab, da er Le Pens Führungsstil als schädlich für die Erfolge der Partei ansah. Louis Aliot sagte 2015, der FN habe durch die zermürbenden Vorkommnisse zehn Jahre verloren. Mégrets Partei, das Mouvement national républicain (MNR), konnte jedoch keine größeren Erfolge vorweisen. Im gleichen Jahr wurde Le Pen zu einem Jahr Entzug des passiven Wahlrechts und drei Monaten Gefängnis auf Bewährung wegen Körperverletzung verurteilt, weil er eine sozialistische Bürgermeisterin im Wahlkampf angegriffen hatte.

### Präsidentschaftswahlen 2002
Zur allgemeinen Überraschung gelang es Jean-Marie Le Pen 2002, als Zweitplatzierter aus der ersten Runde der Präsidentschaftswahlen hervorzugehen und damit Lionel Jospin, den Kandidaten der Sozialistischen Partei Frankreichs (PS), auf den dritten Platz zu verweisen und in die zweite, entscheidende Runde der Präsidentschaftswahlen einzuziehen. In der folgenden Stichwahl unterlag er wie erwartet mit nur 17 gegenüber 83 Prozent der abgegebenen Stimmen für den amtierenden Präsidenten Jacques Chirac.

### Regionalwahlen 2004
Bei den Regionalwahlen 2004 wurde Le Pen vom zuständigen Präfekten der Region Provence-Alpes-Côte d’Azur die Kandidatur in seinem Wahlkreis Nizza aus formalen Gründen verweigert. Der Front National stellte diesen Vorgang als Verschwörung gegen Le Pen dar, konnte dadurch aber kein besseres Abschneiden der Partei bei den Wahlen erreichen. Der FN erzielte landesweit etwa 12,6 Prozent der Stimmen.

### Präsidentschaftswahlkampf 2007
Im Wahlkampf um die Präsidentschaft wurde vor allem durch Marine Le Pen, die Tochter von Jean-Marie Le Pen, die bereits als Nachfolgerin ihres Vaters gehandelt wurde, eine Debatte um die „Entdiabolisierung“ der Partei geführt. Ziel dieser „Normalisierung“ und „Modernisierung“ des FN war es, auch in der „Mitte der Gesellschaft“ Themen national besetzen zu können.
Im September 2006 eröffnete der FN in Valmy seinen Wahlkampf für die Präsidentschaftswahlen am 22. April und 6. Mai 2007. Mit der Diskussion um die Wahlkampfplakate kam es zu Auseinandersetzungen um die Parteistrategie. Angegriffen wurden die Vertreter einer Modernisierung, wie etwa Marine Le Pen. Die Plakate zeigten Personen, die einen vorwiegend weißen Querschnitt der Gesellschaft repräsentierten. Mit dem Daumen nach unten gerichtet lautete deren Aussage: „Die Linke und die Rechte – sie haben alles kaputt gemacht!“. Mit den „Rechten“ sind in Frankreich die Liberalen und Konservativen gemeint, nicht die extreme Rechte. Der Streit entbrannte um ein Plakat, das eine schwarze junge Frau zeigte. Sie beschwerte sich auf dem Plakat, „dass die üblichen Verdächtigen auch ‚die Staatsbürgerschaft, die Assimilation, die Aufstiegschancen‘ zerstört oder verdorben“ hätten. Dieses Plakat wurde abgelehnt, Marine Le Pens Strategie der Öffnung der Partei (siehe unten) war erst einige Jahre später erfolgreich.
Insgesamt verlor Jean-Marie Le Pen deutlich an Wählerstimmen und schied nach dem ersten Wahlgang aus. Er rief seine Wähler auf, sich bei der Stichwahl zwischen dem konservativen Kandidaten Nicolas Sarkozy (UMP) und der sozialistischen Kandidatin Ségolène Royal (PS) zu enthalten.

### Unter der Vorsitzenden Marine Le Pen
Mitte Januar 2011 wechselte die Parteiführung. Marine Le Pen übernahm den Vorsitz von ihrem Vater und wurde in einer Mitgliederbefragung mit rund 68 Prozent der Stimmen gewählt.
Marine Le Pen steht für eine Öffnung der Partei hin zu Demokratie und Laizismus und eine Abkehr von Rassismus und Antisemitismus. Von rechtsextremen Parteien wie der BNP oder der NPD hält die Partei seither Abstand und versucht sich als Kraft der rechten Mitte zu positionieren. Als Vorbilder werden die Alleanza Nazionale, die Partij voor de Vrijheid oder die UK Independence Party genannt. Auch die Zusammenarbeit mit der österreichischen FPÖ wurde intensiviert. Zentrales Thema ist dabei die Islamkritik bzw. Islamfeindlichkeit und die Warnung vor einer „Islamisierung“ Frankreichs. So soll die Partei auch für Einwanderer offenstehen, wenn diese ein Bekenntnis zur französischen Nation und zur Assimilation ablegen. Von Experten wird die Glaubwürdigkeit dieser Kehrtwende aber bezweifelt, da viele Parteimitglieder an alten Positionen festhalten; eine öffentliche Abkehr von Jean-Marie Le Pen, der bis 2015 Ehrenvorsitzender der Partei blieb, und seinen rassistischen Aussagen erfolgte zunächst nicht.

Logo des Front National 2012–2018

Bei den Kantonalwahlen 2011 wurden zwei Generalräte aus dem FN gewählt, Patrick Bassot im Département Vaucluse für den Kanton Carpentras-Nord und Jean-Paul Dispard im Département Var für Brignoles. Dabei gewann Dispard im zweiten Wahlgang mit 50,03 gegen 49,97 Prozent für den Kandidaten der PCF (eine Differenz von fünf Stimmen).
Für die französische Präsidentschaftswahl 2012 nominierte der FN die Parteivorsitzende Marine Le Pen als Kandidatin. Sie kam auf 17,9 Prozent der Stimmen. Nach den darauffolgenden Parlamentswahlen ist der FN in der französischen Nationalversammlung mit zwei Abgeordneten vertreten: der Studentin der Rechtswissenschaft Marion Maréchal-Le Pen und dem Rechtsanwalt Gilbert Collard.
Nach den Kommunalwahlen 2014 stellte die Partei mindestens zehn Bürgermeister, etwa in Fréjus, Villers-Cotterêts und Cogolin.
Bei der Europawahl 2014 wurde der Front National mit 24,9 Prozent erstmals stärkste Partei Frankreichs und zog mit 16 Abgeordneten in das Europäische Parlament ein.
Seit 2014 gibt es Ermittlungen gegen Personen aus der Führung des damaligen FN und seit September 2015 auch gegen den FN selbst wegen des Verdachts der illegalen Parteienfinanzierung und des finanziellen Betrugs zu Lasten des Staates im Umfeld der Wahlen 2012.

### Familienfehde an der Spitze des Front National 2015
Im April und Mai 2015 eskalierten die schon länger bestehenden Spannungen zwischen der Parteivorsitzenden Marine Le Pen und ihrem Vater, dem Parteigründer Jean-Marie Le Pen. Dieser hatte in den vorangegangenen Jahren mehrfach für Negativschlagzeilen gesorgt, so vor allem mit seiner wiederholten Bemerkung, dass der Holocaust ein „Detail der Geschichte“ sei. Am 8. April 2015 erklärte Marine Le Pen, dass sie die Kandidatur ihres Vaters zum Regionalrat von Provence-Alpes-Côte d’Azur nicht unterstützen werde. In einer Erwiderung über die Presse ließ der 86-jährige Jean-Marie Le Pen verlauten, dass seine Tochter womöglich auf sein baldiges Ableben hoffe, aber diesbezüglich nicht auf seine Unterstützung rechnen könne. Uneingeladen tauchte er auf der Kundgebung des FN zum 1. Mai in Paris auf und ließ sich von seinen Anhängern feiern. Am 4. Mai 2015 suspendierte das Exekutivbüro (bureau exécutif) des FN unter Vorsitz von Marine Le Pen seine Mitgliedschaft in der Partei aufgrund seiner Äußerungen über den Zweiten Weltkrieg. Zugleich wurde eine Urabstimmung angekündigt zur Frage, ob das Amt des Ehrenvorsitzenden, das bisher Jean-Marie Le Pen innehatte, abgeschafft werden solle. Der Entscheidung des Exekutivbüros war eine Abstimmung des Parteivorstandes vorangegangen, bei der sich 40 Mitglieder hinter Marine Le Pen gestellt hatten, bei einer Enthaltung und drei Gegenstimmen (Jean-Marie Le Pen, Bruno Gollnisch und Alain Jamet). In einem öffentlichen Kommentar meinte Marine Le Pen, dass ihr Vater es wohl nicht ertragen könne, dass der Front National auch ohne ihn als Vorsitzenden existieren könne und dass er nicht mehr im Namen des FN sprechen solle, da seine Bemerkungen der offiziellen Parteilinie widersprächen. Daraufhin entgegnete ihr Vater am 4./5. Mai 2015, ebenfalls über die Presse, dass er „verstoßen“ worden sei und dass es „skandalös“ wäre, sollte seine Tochter bei der nächsten Präsidentschaftswahl 2017 siegen. Sie solle sich stattdessen lieber wieder verheiraten, damit sie nicht mehr seinen Familiennamen trage.
Am 20. August 2015 wurde Jean-Marie Le Pen wegen „schwerer Verfehlungen“ aus der Partei ausgeschlossen.
Bei den Regionalwahlen in Frankreich 2015 erhielt der Front National im ersten Wahlgang am 6. Dezember 2015 27,73 Prozent der Wählerstimmen und wurde in sechs der zukünftigen 13 Regionen die stärkste Partei. Gemäßigt rechte Listen (Les Républicains, Union des démocrates et indépendants und Mouvement démocrate) erhielten 26,65 und gemäßigt linke Listen (Parti socialiste, Parti radical de gauche) 23,12 Prozent der Wählerstimmen. Im zweiten Wahlgang unterlag der Front National den Kandidaten der Republikaner und der Sozialisten und stellte somit in keiner der 13 französischen Regionen die Regierung.

### Präsidentschaftswahl und Parlamentswahlen 2017 und 2022
Im Vorlauf zu den Präsidentschaftswahlen 2017 galt Marine Le Pen lange als aussichtsreichste Kandidatin und lag bis ins Frühjahr 2017 mit bis zu 30 Prozent an der Spitze der Umfragen. Trotz Korruptionsskandalen bei den Republikanern, des Zusammenbruchs der Stimmabsichten für die Sozialisten und verschiedener Terroranschläge im Frühjahr 2017 konnte Marine Le Pen mit dem Aufstieg von Emmanuel Macron ihren Vorsprung nicht halten und wurde im ersten Wahlgang im April 2017 mit 21,3 Prozent der Stimmen nur Zweite, zog damit aber in die Stichwahl gegen Macron ein. In der einzigen Fernsehdebatte mit Macron zwischen erstem und zweitem Wahlgang wurde die Leistung und Argumentation von Le Pen allgemein als enttäuschend eingeschätzt
und in der Wahl erhielt sie mit 33,9 Prozent deutlich weniger Stimmen als erhofft. In der kurz darauf folgenden Wahl zur Nationalversammlung erhielt die Partei acht Mandate. Das war mehr als bei den vorherigen Wahlen, bei denen der FN nur zwei Abgeordnetensitze erhalten hatte. Das Ergebnis reichte allerdings nicht zur Bildung einer eigenen Fraktion im Parlament, da dafür mindestens 15 Parlamentarier benötigt werden.
Intern wurde die Führung um Marine Le Pen und ihren Stellvertreter Florian Philippot zunehmend kritisiert und für das enttäuschende Ergebnis verantwortlich gemacht. Es hieß, der scharf anti-europäische Kurs und die Ablehnung des Euros hätten viele potentielle Wähler abgeschreckt und ein Bündnis mit konservativen Politikern vereitelt.
Auch ein Anfang Mai 2017 angekündigtes Wahlbündnis mit der nationalkonservativen Splitterpartei Debout la France brach schon wenige Tage später auseinander, noch vor der Parlamentswahl. Die darauf folgenden internen Streitigkeiten führten dazu, dass der FN innenpolitisch kaum noch in Erscheinung trat. Ende September kam es dann zu Sanktionen gegen Florian Philippot, dem vorgeworfen wurde, mit seiner parteiinternen Vereinigung Les Patriotes seine Macht in der Partei ausbauen zu wollen; umgehend kündigte er seinen Austritt aus der Partei an.
Marine Le Pen kündigte im März 2018 die Umbenennung der Partei in Rassemblement National an. Die Umbenennung wurde im Juni 2018 in Lyon von 81 Prozent der Mitglieder per Urabstimmung bestätigt. Der neue Parteiname geht auf die in den 1980er Jahren unter Jean-Marie Le Pen bestehende Parlamentsgruppe Front National – Rassemblement National in der Nationalversammlung zurück. Der Publizist Roger de Weck schrieb, dass der neue Name auch an das Rassemblement national populaire von 1941 erinnere, das die „Reinigung und den Schutz der Rasse“ betrieb.
Le Pen verlor die Präsidentschaftswahl 2022 erneut im zweiten Wahlgang gegen Macron; die Partei erhielt aber bei der folgenden Wahl zur Nationalversammlung ihr bis dahin bestes Wahlergebnis und kann damit die größte Oppositionsfraktion mit 89 Abgeordneten stellen. Im November 2022 übergab Le Pen den Parteivorsitz an Jordan Bardella, der als treuer Gefolgsmann von Marine le Pen gilt. Marine Le Pen führt aber weiterhin die Fraktion des RN in der Nationalversammlung.

## Wahlergebnisse
Präsidentschaftswahlen:
- 1974 (Jean-Marie Le Pen): 0,75 %
- 1981: nicht teilgenommen
- 1988 (Jean-Marie Le Pen): 14,38 %
- 1995 (Jean-Marie Le Pen): 15,00 %
- 2002 (Jean-Marie Le Pen): 16,86 %, 2. Wahlgang: 17,79 %
- 2007 (Jean-Marie Le Pen): 10,44 %
- 2012 (Marine Le Pen): 17,90 %
- 2017 (Marine Le Pen): 21,30 %, 2. Wahlgang: 33,90 %[59]
- 2022 (Marine Le Pen): 23,20 %, 2. Wahlgang: 41,46 %

Parlamentswahlen (Prozentangaben der jeweils ersten Wahlrunde):
- 1973: 1,33 % (0 von 491 Mandaten)
- 1978: 0,29 % (0 von 491 Mandaten)
- 1981: 0,18 % (0 von 491 Mandaten)
- 1986: 9,65 % (35 von 573 Mandaten)
- 1988: 9,66 % (1 von 577 Mandaten)
- 1993: 12,42 % (0 von 577 Mandaten)
- 1997: 14,94 % (1 von 577 Mandaten)
- 2002: 11,34 % (0 von 577 Mandaten)
- 2007: 4,29 % (0 von 577 Mandaten)
- 2012: 13,60 % (2 von 577 Mandaten)
- 2017: 13,20 % (8 von 577 Mandaten)
- 2022: 18,68 % (89 von 577 Mandaten)
- 2024: 29,25 %

Europawahlen:
- 1984: 10,95 % (10 von 81 Mandaten)
- 1989: 11,73 % (10 von 81 Mandaten)
- 1994: 10,52 % (11 von 87 Mandaten)
- 1999: 5,69 % (5 von 87 Mandaten)
- 2004: 9,81 % (7 von 74 Mandaten)
- 2009: 6,34 % (4 von 74 Mandaten)
- 2014: 24,86 % (24 von 74 Mandaten)
- 2019: 23,31 % (23 von 79 Mandaten)
- 2024: 31,36 % (30 von 81 Mandaten)

## Regionale Hochburgen

Stimmenanteil für Marine Le Pen in der ersten Runde der Präsidentschaftswahl 2017: Die Hochburgen liegen im Süden und Nordosten.

Hochburgen des FN befinden sich in Südfrankreich (le Midi), wie zum Beispiel in den Regionen Languedoc-Roussillon und Provence-Alpes-Côte d’Azur und den von sozialen Problemen geprägten Industriestädten der Regionen Lothringen und Nord-Pas de Calais. Eine weitere historische Hochburg des FN ist das Elsass. Dort existierte allerdings mit der Kleinpartei Alsace d’abord aufgrund ihres regionalen Profils ein direkter Konkurrent zum FN. Ein programmatischer Unterschied zwischen beiden Parteien besteht darin, dass Alsace d’abord eindeutig pro-europäisch ausgerichtet ist. Alsace d’abord ist jedoch Ende der 2000er-Jahre in der Bedeutungslosigkeit verschwunden.

## Politische Vorfeldorganisationen
Die Jugendorganisation des FN hieß von ihrer Gründung 1973 bis 2018 Front national de la jeunesse (FNJ), dann benannte sie sich in Génération nation (GN) um. Ihr Vorsitzender war von 2018 bis 2021 der Europaabgeordnete Jordan Bardella. Der von Roger Holeindre initiierte service d’ordre « DOM », seit 1993 Département protection sécurité (DPS; Abteilung Schutz und Sicherheit) agiert als parteieigener Sicherheitsdienst. Zum Umfeld des FN gehörte zudem die 1985 von Bernard Antony gegründete Alliance générale contre le racisme et pour le respect de l’identité française et chrétienne (AGRIF; „allgemeine Allianz gegen den Rassismus und für den Respekt vor der französischen und christlichen Identität“), die sich nach eigener Aussage gegen „anti-französischen und christenfeindlichen Rassismus, Pornographie und Verletzungen des Respekts vor Frauen und Kindern“ einsetzt. Sie spricht vor allem das traditionell katholische Milieu an. Darüber hinaus gab bzw. gibt es Vorfeldorganisationen für Geschäftsleute, Landwirte, Frauen, Arbeiter und Arbeitslose.
In den 1990er-Jahren wurden mehrere Branchengewerkschaften gegründet, die mit dem FN verbunden waren, insbesondere für Polizisten, Gefängnispersonal, Beschäftigte im öffentlichen Verkehr. Ihrem Dachverband Coordination française nationale des travailleurs (CFNT) wurde nach den Arbeitsgerichtswahlen 1997 der Gewerkschaftsstatus gerichtlich aberkannt, weil er zu stark parteipolitisch ausgerichtet war. Auch der Polizeigewerkschaft Front national de la Police (FNP) erkannte der Kassationshof 1998 den Gewerkschaftscharakter ab.

## Europäische Ebene
Bei ihrer ersten Europawahl 1984 zog der FN mit zehn Abgeordneten ins Europaparlament ein. Gemeinsam mit der postfaschistischen italienischen MSI und einem griechischen Abgeordneten gründete man die Fraktion der Europäischen Rechten. Fraktionsvorsitzender war Jean-Marie Le Pen.
Nach der Europawahl 1989 zog sich die MSI aus der Zusammenarbeit mit dem FN zurück. Neuer Partner wurden die deutschen Republikaner (REP) sowie der einzige Abgeordnete des Vlaams Blok. Erneut war Le Pen Fraktionsvorsitzender. Die Fraktion war geprägt von Streitigkeiten zwischen und innerhalb der Parteien, insbesondere bei den REP. Nachdem die REP unter dem Parteivorsitzenden und Europaabgeordneten Franz Schönhuber zwei Europaabgeordnete wegen rechtsextremistischer und antisemitischer Aussagen ausgeschlossen hatten, weigerte sich Le Pen, diese auch aus der Fraktion auszuschließen. Daraufhin verließen Schönhuber und später fast alle weiteren REP-Abgeordneten die Fraktion.
Durch das Ausscheiden der Republikaner 1994 kam im Europäischen Parlament keine rechtsradikale Fraktion mehr zustande. Der FN suchte die Zusammenarbeit mit anderen europäischen Parteien, unter anderem durch Gründung des Parteienbündnis Euronat 1997, blieb im Europaparlament aber vorerst fraktionslos. Gemäßigtere rechtspopulistische Parteien wie die Freiheitliche Partei Österreichs (FPÖ) unter Jörg Haider, die Dänische Volkspartei (DF), die norwegische Fortschrittspartei und selbst die MSI-Nachfolgepartei Alleanza Nazionale distanzierten sich von Le Pen und der FN. 1999 beteiligte sich der FN an der Gründung der Technischen Fraktion der Unabhängigen Abgeordneten, einer gemischten Fraktion aus rechts- und linksextremen sowie radikaldemokratischen Abgeordneten. Die Fraktion wurde 2001 mangels „fehlender politischer Zugehörigkeit“ aufgelöst.
Nach dem Beitritt Rumäniens und Bulgariens zur EU im Januar 2007 und dem damit verbundenen Einzug rechtsextremer Parteien aus beiden Ländern konnte der FN die Fraktion Identität, Tradition, Souveränität (ITS) mitgründen. Fraktionsvorsitzender wurde der FN-Politiker Bruno Gollnisch. Gemeinsame politische Grundlage der neu gegründeten Fraktion war die sogenannte „Wiener Erklärung der europäischen patriotischen und nationalen Parteien und Bewegungen“, die eine politische Plattform rechter EU-kritischer Parteien in Europa darstellte. Nach internen Streitereien und dem Austritt der rumänischen Abgeordneten der PRM wurde die Fraktion am 14. November 2007 aufgelöst, da sie weniger als 20 Mitglieder hatte.
Erneut verblieben die Abgeordneten der FN fraktionslos.
2009 gründeten Le Pen, Gollnisch und weitere Mitglieder der ehemaligen ITS-Faktion die die Europapartei Allianz der Europäischen nationalen Bewegungen.
Mit dem Wechsel des Parteivorsitzes von Jean-Marie zu Marine Le Pen suchte sich der FN neue Partner in Europa. Marine Le Pen wurde 2012 stellvertretende Vorsitzende der Europapartei Europäische Allianz für Freiheit (EAF), der unter anderem Abgeordnete der FPÖ und der Vlaams Belang (VB) angehörten.
Zur Europawahl 2014 schmiedete Marine Le Pen ein „Bündnis der Souveränisten“, dem neben den EAF-Mitgliedern die niederländische PVV von Geert Wilders und die Lega Nord angehörten. Andere Parteien wie die UK Independence Party (UKIP) oder die Alternative für Deutschland lehnten dagegen eine Zusammenarbeit mit dem FN ab. Die als mögliche Partner gehandelten Schwedendemokraten hielten sich zurück. Die rechtsextreme ungarische Jobbik-Partei und die neonazistische Goldene Morgenröte aus Griechenland waren vom FN nicht in der Fraktion gewollt. Die geplante Gründung einer Fraktion nach der Wahl kam trotz Sitzzugewinnen der Bündnispartner nicht zustande, da sich nicht aus mindestens sieben Ländern Abgeordnete für die Fraktion fanden.
In der Folge initiierten der FN und ihre Vorsitzende Marine Le Pen die Gründung der Europapartei Bewegung für ein Europa der Nationen und der Freiheit (MENL), die am 3. Oktober 2014 erfolgte und mittelfristig die EAF ablöst. Im Dezember 2014 wurde die MENL vom Europäischen Parlament anerkannt und eine Parteienfinanzierung von 1,17 Millionen Euro zugesprochen.
Im Juni 2015 konnte mit einer UKIP-Überläuferin die Fraktion Europa der Nationen und der Freiheit (ENF) gegründet werden. Sie ist in der laufenden Wahlperiode die kleinste Fraktion des Europaparlaments. Gemeinsame Fraktionsvorsitzende wurden Marcel de Graaff und Marine Le Pen. Nach Le Pens Wechsel in die französische Nationalversammlung übernahm Nicolas Bay, damals noch Generalsekretär des FN.
Nach der Europawahl 2019 wurde die ENF von der Fraktion Identität und Demokratie abgelöst.
| Wahl | Spitzenkandidat/-in | Europapartei     | Stimmen          | Prozent          | Sitze            | Fraktion                                                             |
| ---- | ------------------- | ---------------- | ---------------- | ---------------- | ---------------- | -------------------------------------------------------------------- |
| 1979 | nicht angetreten    | nicht angetreten | nicht angetreten | nicht angetreten | nicht angetreten | nicht angetreten                                                     |
| 1984 | Jean-Marie Le Pen   | –                | 2.210.334        | 11,0 %           | 10/81            | Fraktion der Europäischen Rechten                                    |
| 1989 | Jean-Marie Le Pen   | –                | 2.129.668        | 11,7 %           | 10/81            | Technische Fraktion der Europäischen Rechten                         |
| 1994 | Jean-Marie Le Pen   | –                | 2.050.086        | 10,5 %           | 11/87            | fraktionslos                                                         |
| 1999 | Jean-Marie Le Pen   | Euronat          | 1.005.113        | 05,7 %           | 5/87             | Technische Fraktion der Unabhängigen Abgeordneten (bis Oktober 2001) |
| 2004 | Jean-Marie Le Pen   | Euronat          | 1.684.792        | 09,8 %           | 7/78             | Identität, Tradition, Souveränität (Januar bis November 2007)        |
| 2009 | Jean-Marie Le Pen   | Euronat          | 1.091.691        | 06,3 %           | 3/72             | fraktionslos                                                         |
| 2014 | Marine Le Pen       | EAF              | 4.712.461        | 24,9 %           | 24/74            | Europa der Nationen und der Freiheit (ab Juni 2015)                  |
| 2019 | Jordan Bardella     | MENL             | 5.286.939        | 23,3 %           | 22/74            | Identität und Demokratie                                             |
| 2024 | Jordan Bardella     | ID               | 7.765.936        | 31,4 %           | 30/81            | Identität und Demokratie                                             |